# Stefan Asenkerschbaumer

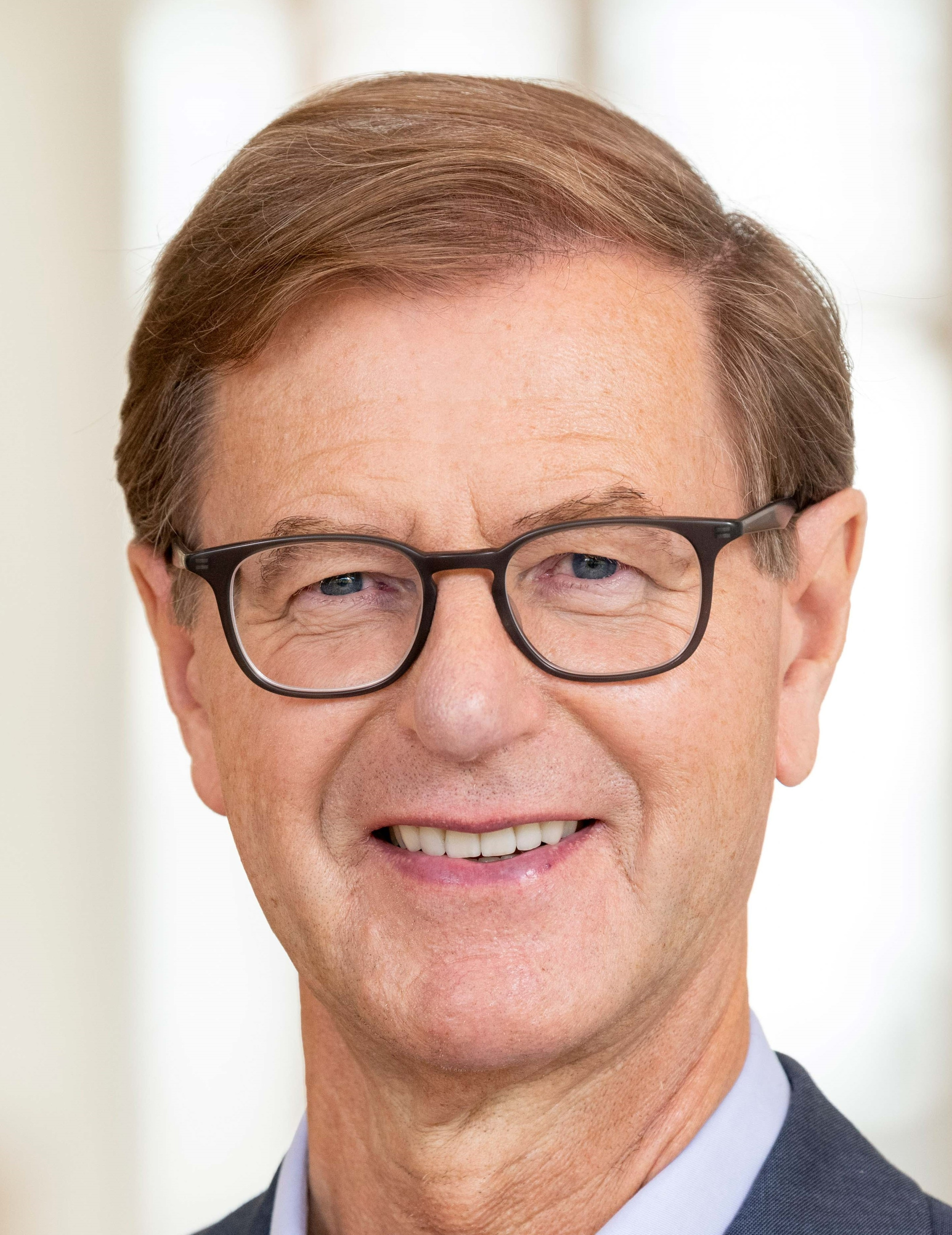
Stefan Asenkerschbaumer (2022)

Stefan Asenkerschbaumer (* 27. April 1956 in Burghausen) ist ein deutscher Manager. Er ist seit dem 1. Januar 2022 Vorsitzender des Aufsichtsrats der Robert Bosch GmbH und Geschäftsführender Gesellschafter der Robert Bosch Industrietreuhand KG (RBIK). Bis 31. Dezember 2021 war er Stellvertretender Vorsitzender der Geschäftsführung der Robert Bosch GmbH und Finanzchef des Unternehmens.

## Werdegang
Nach kaufmännischer Berufsausbildung und Wehrdienst schloss der in Oberbayern geborene Asenkerschbaumer 1982 an der Universität Erlangen-Nürnberg sein Diplomstudium der Wirtschaftspädagogik und 1984 das der Betriebswirtschaftslehre ab. Anschließend promovierte er zum Thema betriebliches Innovationsmanagement.
1987 trat Asenkerschbaumer als Trainee bei der Robert Bosch GmbH ein und wurde 1988 Fachreferent im Büro der Geschäftsleitung. 1990 wurde er zum Abteilungsleiter für Auftrags- und Lieferplanung ernannt, 1992 zum Abteilungsleiter Geschäftsbereichscontrolling.
Von 1995 bis 1998 fungierte Asenkerschbaumer zunächst als kaufmännischer Werksleiter und dann als gesamtverantwortlicher Werksleiter des Bosch-Standorts in Cardiff (Wales). Anschließend stieg er zum Geschäftsleiter für kaufmännische Aufgaben und Arbeitsdirektor im Geschäftsbereich Mobile Communications/Car Multimedia auf.
Ab dem Jahr 2002 leitete Asenkerschbaumer die Zentralabteilung Controlling, Planung und Mergers & Acquisitions, bevor er im Jahr 2006 im Geschäftsbereich für Starter und Generatoren die Aufgabe des Vorsitzenden im Bereichsvorstand übernahm. 2010 wurde Asenkerschbaumer zum Geschäftsführer ernannt, und 2013 zum Stellvertretenden Vorsitzenden der Geschäftsführung und Finanzchef.
Seit dem 1. Januar 2022 ist er Vorsitzender des Aufsichtsrats der Robert Bosch GmbH und Geschäftsführender Gesellschafter der Robert Bosch Industrietreuhand KG (RBIK).
Er folgt damit auf Franz Fehrenbach, der bis 31. Dezember 2021 diese Positionen innehatte.

## Mitgliedschaften
Asenkerschbaumer war   von 2019 bis zum 30. April 2025 Präsident der Schmalenbach-Gesellschaft für Betriebswirtschaft. Seit dem 1. Januar 2022 ist er Mitglied des Board of Trustees der American Academy Berlin und des Kuratoriums der ESMT-Stiftung.
Seit dem 29. April 2022 ist er Mitglied des Aufsichtsrates der BASF SE, Ludwigshafen.
Seit dem 5. Mai 2022 ist er Mitglied des Verwaltungsrates der Stadler Rail AG, Bussnang, Schweiz.
Asenkerschbaumer ist Mitglied des zur 20. Legislaturperiode vom Bundeskanzler Olaf Scholz eingesetzten Zukunftsrats.

## Ehrungen
2017 ernannte die Universität Erlangen-Nürnberg Stefan Asenkerschbaumer zum Honorarprofessor.

## Publikationen
- Analyse und Beurteilung von technischem Know-how. Ein Beitrag zum betrieblichen Innovationsmanagement. Vandenhoeck & Ruprecht, Göttingen 1987.
- Mit Werner Pfeiffer, Enno Weiß: FuE-Projektnachanalyse. Instrument zur Erhöhung der FuE-Effizienz. In: W. Pfeiffer, E. Weiss (Hrsg.): Technologie-Management. Philosophie-Methodik-Erfahrungen. Vandenhoeck & Ruprecht, Göttingen 1990, ISBN 978-3-525-12566-3.
- Gestaltung und Optimierung des Lieferantenumfeldes – Darstellung exemplarischer Fälle am Beispiel eines Werkes der Automobilzuliefererindustrie, Robert Bosch Ltd., Cardiff. In: Enno Weiß, Harald Dirsch (Hrsg.): Innovative Unternehmensführung. Festgabe zum 65. Geburtstag von Prof. W. Pfeiffer. Nürnberg 1998, ISBN 978-3-00-003617-0.
- Mit Markus Forschner: Strategisches Controlling bei der Bosch Gruppe. In: Peter Horváth, (Hrsg.): Exzellentes Controlling, exzellente Unternehmensleistung. Schäffer-Poeschel, Stuttgart 2011, ISBN 978-3-7910-3120-0.
- Mit Richard Watterott: Controlling – Steuerungsimpulse für ein Mehr an Nachhaltigkeit am Beispiel Bosch. In: Controlling. Band 23, Nr. 8/9, 2011, ISSN 0935-0381, S. 451–458, doi:10.15358/0935-0381-2011-8-9-451.
- Mit Bernhard Schwager, Richard Watterott: CSR-Controlling am Beispiel Bosch. In: Edeltraud Günther, Karl-Heinz Steinke (Hrsg.): CSR und Controlling. Unternehmerische Verantwortung als Gestaltungsaufgabe des Controllings. Springer, Berlin 2016, ISBN 978-3-662-47701-4, S. 183–197.
- Compliance: Eine Führungsaufgabe bei M&A-Transaktionen. Management-Sicht. In: Eike Bicker, Sonja Sackmann (Hrsg.): Compliance bei M&A-Transaktionen. Schäffer-Poeschel, Stuttgart 2019, ISBN 978-3-7910-4427-9, S. 13–26.
- Von der Globalisierung zur „Slobalization“. Wie der Paradigmenwechsel im Welthandel Unternehmen herausfordert. In: Stefan Bornheim, Frederik Sonner (Hrsg.): Faktenbasierter Zukunftsdialog. Eschborn 2021, ISBN 978-3-9823343-0-1.
- Unlocking the Hidden, Data-Driven Potential of the Supply Chain. In: Kai-Ingo Voigt, Julian M. Müller (Hrsg.): Digital Business Models in Industrial Ecosystems. Springer, Berlin 2021, ISBN 978-3-03082002-2, S. 35–46 (englisch).